# Битка при езерото Джордж
Битката при езерото Джордж се води на 8 септември 1755 г., в северната част на провинция Ню Йорк. Битката е част от кампанията от страна на британците да изгонят французите от Северна Америка във Френската и индианска война.
От едната страна са 1500 колониални войници под командването на сър Уилям Джонсън и 200 мохоки, водени от бележития военен вожд Хендрик Тейаногуин, а от другата страна са 1500 френски и индиански войници под командването на Жан Ердман, барон Диеско.